# Canon EOS 600D
Canon EOS 600D là máy ảnh phản xạ ống kính đơn kĩ thuật số 18,0 megapixel, do hãng Canon sản xuất và ra mắt ngày 7 tháng 2 năm 2011. Máy có tên gọi EOS Kiss X5 ở thị trường Nhật Bản và EOS Rebel T3i ở thị trường Mỹ. 600D là máy ảnh Canon EOS thứ hai có màn hình LCD lật được và là dòng máy thế hệ sau của 550D, mặc dù máy 550D vẫn được bán cho tới tháng 6 năm 2012, khi thế hệ sau của 600D là máy ảnh 650D ra mắt.

## Tính năng
- Loại: Máy ảnh số AF/AE phản xạ đơn ống kính có đèn flash tích hợp
  - Phương tiện ghi hình: Thẻ nhớ SD, SDHC, SDXC
  - Kích thước bộ cảm biến hình ảnh: Xấp xỉ 22,3 x 14,9mm
  - Các ống kính tương thích: Ống kính EF của Canon (bao gồm các ống kính EF-S) (Chiều dài tiêu cự tương đương phim 35mm và xấp xỉ gấp 1,6l lần chiều dài tiêu cự)
  - Giá ngắm ống kính: Giá EF của Canon
- Thiết bị cảm biến hình ảnh: 
  - Loại: Bộ cảm biến CMOS
  - Các điểm ảnh hiệu quả: Xấp xỉ 18.00 megapixels
  - Tỉ lệ: 3:2
  - Tính năng xóa bụi: Tự động, xóa bằng tay, xóa bụi dính trên dữ liệu
- Hệ thống ghi hình: 
  - Định dạng ghi hình: Quy tắc thiết kế dành cho hệ thống file máy ảnh 2.0
  - Loại ảnh: JPEG, RAW (nguyên bản 14-bit của Canon). Có thể ghi đồng thời ảnh RAW+JPEG cỡ lớn
  - Độ phân giải ảnh chụp:

L (Ảnh cỡ lớn): Xấp xỉ 17.90 megapixels (5184 x 3456)
M (Ảnh cỡ trung): Xấp xỉ 8.00 megapixels (3456 x 2304)
S1 (Ảnh cỡ nhỏ 1): Xấp xỉ 4.50 megapixels (2592 x 1728)
S2 (Ảnh cỡ nhỏ 2): Xấp xỉ 2.50 megapixels (1920 x 1280)
S3 (Ảnh cỡ nhỏ 3): Xấp xỉ 350,000 pixels (720 x 480)
RAW: Xấp xỉ 18,02 megapixels (5202 x 3465)
- Xử lý ảnh trong khi chụp: 
  - Kiểu ảnh: Chụp tự động chụp tiêu chuẩn, chụp chân dung, chụp phong cảnh, chụp trung tính, chụp giữ nguyên, chụp đơn sắc, chụp User Def. 1 – 3
  - Cơ bản+: Chụp theo lựa chọn môi trường, chụp theo lựa chọn ánh sáng hoặc loại cảnh
  - Cân bằng trắng: Tự động, cài đặt trước (ánh sáng ban ngày, bóng râm, có mây, ánh sáng đèn tròn, ánh sáng đèn huỳnh quang trắng, đèn flash), có sẵn các tính năng chỉnh sửa cân bằng trắng tùy chọn, gộp cân bằng trắng (có sẵn giao tiếp thông tin nhiệt màu đèn flash)
  - Giảm nhiễu: Có thể áp dụng với các chế độ phơi sáng lâu và chụp với tốc độ ISO cao
  - Tự động chỉnh sửa độ sáng ảnh: Tự động tối ưu hóa nguồn sáng
  - Ưu tiên tông màu sáng: Có sẵn
  - Chỉnh sửa độ sáng vùng ngoại biên ảnh: Có sẵn
- Kính ngắm
  - Loại: Lăng kính năm mặt ngang tầm mắt
  - Độ che phủ: Chiều dọc / chiều ngang xấp xỉ 95% (với điểm đặt mắt xấp xỉ 19mm)
  - Độ phóng đại: Xấp xỉ 0,85x (-1m-1 với ống kính 50mm ở vô cực)
  - Điểm đặt mắt: Xấp xỉ 19mm (từ trung tâm ống kính thị kính khoảng -1m-1)
  - Điều chỉnh đi ốp tích hợp: Xấp xỉ -3.0 - +1.0m-1 (dpt)
  - Màn hình lấy tiêu cự: Gắn cố định, Matte chính xác
  - Gương: Loại trả nhanh
  - Tính năng xem trước độ sâu trường ảnh: Có sẵn
- Tự động lấy tiêu cự (AF)
  - Loại: Đăng ký ảnh thứ cấp TTL, dò tìm pha
  - Các điểm AF: 9 điểm AF
  - Phạm vi quét sáng: EV -0,5 - 18 (ở 23 °C / 73 °F, ISO 100)
  - Các chế độ lấy tiêu cự: AF chụp một ảnh, AI Servo AF, AI Focus AF, lấy tiêu cự bằng tay (MF)
  - Tia sáng hỗ trợ AF: Một loạt các đèn flash loại nhỏ được thắp sáng bởi đèn flash tích hợp
- Điều chỉnh phơi sáng
  - Các chế độ quét sáng: Đo sáng toàn khẩu độ TTL vùng 63 điểm

(1) Quét sáng toàn bộ (kết nối với tất cả các điểm AF)
(2) Quét sáng từng phần (xấp xỉ 9% kính ngắm ở vùng trung tâm)
(3) Quét điểm (xấp xỉ 4% kính ngắm ở vùng trung tâm)
(4) Quét trung bình trọng điểm vùng trung tâm
- Phạm vi quét sáng: EV 1 - 20 (ở 23 °C / 73 °F với ống kính EF50mm f/1.4 USM, ISO 100)
- Điều chỉnh phơi sáng: Chương trình AE (tự động lựa chọn cảnh chụp thông minh, Tắt đèn Flash, tự động sáng tạo, chụp chân dung, chụp phong cảnh, chụp cận cảnh, chụp thể thao, chụp cảnh đem, chụp chương trình), chụp AE ưu tiên màn trập, chụp AE ưu tiên khẩu độ, phơi sáng bằng tay, AE tự động depth-of-field
- Tốc độ ISO (thông số phơi sáng khuyên dùng)
  - Các chế độ vùng cơ bản: Tự động cài đặt ISO 100 - 3200
  - Các chế độ vùng sáng tạo: Cài đặt bằng tay ISO 100 - 6400 (dung sai toàn bộ điểm), tự động cài đặt ISO 100 – 6400, tốc độ ISO tối đa có thể cài đặt cho ISO tự động, hoặc mở rộng ISO tới "H" (tương đương ISO 12800)

- Bù phơi sáng:
  - Bằng tay: ±5 điểm dung sai 1/3 hoặc 1/2 điểm
  - AEB:±2 điểm dung sai 1/3 hoặc 1/2 điểm (có thể kết hợp với bù phơi sáng bằng tay)

- Khóa AE
  - Tự động: Được áp dụng ở chế độ AF chụp một ảnh với tính năng quét sáng toàn bộ khi lấy được tiêu cự
  - Bằng tay: Bằng phím khóa AE

- Màn trập
  - Loại màn trập: Màn trập mặt tiền phẳng được điều chỉnh điện tử
  - Tốc độ màn trập:
    - 1/4000 giây đến 1/60 giây (Chế độ thông minh tự động dò tìm cảnh), Xung X ở mức 1/200 giây
    - 1/4000 giây đến 30 giây, đèn tròn (Tổng phạm vi tốc độ màn trập. Phạm vi có sẵn khác nhau theo chế độ chụp)
- Đèn Flash
  - Đèn flash tích hợp
    - Đèn flash tự động xòe ra kéo vào
    - Số hướng dẫn: Xấp xỉ 13 / 43 (ISO 100, mét / feet)
    - Phạm vi che phủ đèn flash: Xấp xỉ 17mm góc ngắm ống kính
    - Thời gian quay vòng xấp xỉ 3 giây
    - Chức năng thiết bị điều chỉnh không dây có sẵn

  - Đèn flash bên ngoài: Đèn Speedlite EX-series (Chức năng đèn flash có thể cài đặt với máy ảnh)
  - Quét sáng đèn flash: Đèn flash tự động E-TTL II
  - Bù phơi sáng đèn flash: ±2 điểm dung sai 1/3 hoặc 1/2 điểm
  - Khóa FE: Có sẵn
  - Ngõ cắm PC: Không
- Hệ thống chụp
  - Chế độ chụp: Chụp một ảnh, chụp liên tiếp, chụp hẹn giờ dừng 10 giây, hoặc 2 giây, chụp liên tiếp hẹn giờ sau 10 giây
  - Tốc độ chụp liên tiếp: Tối đa xấp xỉ 3,7 ảnh/giây
  - Số lượng ảnh chụp tối đa (với ISO 100 và kiểu ảnh "tiêu chuẩn", sử dụng thẻ dung lượng 4GB)

Ảnh JPEG cỡ lớn / Đẹp: Xấp xỉ 34 kiểu
RAW: Xấp xỉ 6 kiểu
Ảnh RAW+JPEG cỡ lớn / đẹp: Xấp xỉ 3 kiểu
- Chụp ảnh ngắm trực tiếp
  - Các cài đặt tỉ lệ khung hình: 3:2, 4:3, 16:9, 1:1
  - Lấy tiêu cự: Chế độ trực tiếp, chế độ trực tiếp dò tìm khuôn mặt (dò tìm độ tương phản), chế độ nhanh (dò tìm lệch pha), lấy tiêu cự căng nét bằng tay (có thể phóng đại xấp xỉ 5x/10x)
  - Các chế độ quét sáng: Đo sáng toàn bộ với thiết bị cảm biến hình ảnh
  - Phạm vi quét sáng: EV 0 - 20 (ở 23 °C / 73 °F với ống kính EF50mm f/1.4 USM, ISO 100)
  - Hiển thị đường lưới: hai loại
- Quay phim
  - Nén phim ngắn: MPEG-4 AVC / H.264 tỉ lệ biến thiên (trung bình)
  - Định dạng ghi tiếng: Linear PCM
  - Định dạng ghi: MOV
  - Kích thước ghi hình và tỉ lệ khung quét[2]
    - 1920 x 1080 (Full HD): 30p / 25p / 24p
    - 1280 x 720 (HD): 60p / 50p
    - 640 x 480 (SD): 30p / 25p

  - Kích thước file
    - 1920 x 1080 (30p / 25p / 24p): Xấp xỉ 330MB/phút
    - 1280 x 720 (60p / 50p): Xấp xỉ 330MB/phút
    - 640 x 480 (30p / 25p): Xấp xỉ 82,5MB/phút

  - Lấy tiêu cự: Giống lấy tiêu cự với chế độ chụp xem trực tiếp
  - Các chế độ đo sáng: Quét sáng trung bình trọng điểm vùng trung tâm và quét sáng toàn bộ với thiết bị cảm biến hình ảnh (Có thể cài đặt tự động theo chế độ lấy tiêu cự)
  - Phạm vi quét sáng: EV 0 - 20 (ở 23 °C / 73 °F với ống kính EF50mm f/1.4 USM, ISO 100)
  - Điều chỉnh phơi sáng: Chương trình AE dành cho phim ngắn và hiệu chỉnh thời gian phơi sáng bằng tay
  - Bù phơi sáng: ±3 điểm dung sai 1/3 điểm (ảnh tĩnh: ±5 stops)
  - Tốc độ ISO (thông số phơi sáng khuyên dùng)
    - Chụp khi phơi sáng tự động: Tự động cài đặt trong khoảng ISO 100 - 6400
    - Khi phơi sáng bằng tay: Cài đặt tự động hoặc bằng tay ISO 100 – 6400

  - Zoom kỹ thuật số: Xấp xỉ 3x - 10x
  - Chụp từ video: Có thể cài đặt 2 giây / 4 giây / 8 giây
  - Ghi tiếng: Microphone monaural tích hợp, Có sẵn ngõ cắm microphone stereo bên ngoài, Có thể điều chỉnh mức ghi tiếng, có sẵn bộ lọc gió
  - Hiển thị đường gióng: hai loại
- Màn hình LCD
  - Màn hình xoay lật màu tinh thể lỏng TFT 3,0 inch (3:2) với xấp xỉ 1,04 triệu điểm ảnh
  - Điều chỉnh độ sáng: Bằng tay (7 mức)
  - Ngôn ngữ giao diện: 25
  - Chỉ dẫn tính năng: Có thể hiển thị
- Xem lại
  - Các định dạng hiển thị ảnh: Hiển thị đơn ảnh, đơn ảnh + thông tin (thông tin cơ bản, thông tin chụp hình, biểu đồ), Có thể hiển thị ảnh index 4 ảnh, ảnh index 9 ảnh, xoay ảnh
  - Phóng đại zoom: Xấp xỉ 1,5x - 10x
  - Các phương pháp trình duyệt ảnh: Trình duyệt một ảnh, nhảy ảnh thứ 10 hoặc 100, xem theo ngày chụp, xem theo thư mục, xem ảnh động, xem ảnh tĩnh, xem theo đánh giá
  - Cảnh báo sáng quá: Đèn nhấp nháy cảnh báo sáng quá
  - Xem lại phim ngắn: Có thể (màn hình LCD, NGÕ RA tiếng/ hình, NGÕ RA HDMI), loa tích hợp
  - Xem trình duyệt slide: Tất cả các ảnh, theo ngày chụp, theo thư mục, ảnh tĩnh, ảnh động, xem theo đánh giá. Có thể lựa chọn 5 hiệu ứng chuyển dịch ảnh
  - Chèn nhạc: Có thể lựa chọn khi xem dạng slide và xem phim ngắn
  - Bass boost: Có sẵn
- Xử lý ảnh sau khi chụp 
  - Bộ lọc sáng tạo: Màu đen trắng sần, tiêu cự nhẹ, hiệu ứng mắt cá, hiệu ứng máy ảnh đồ chơi, hiệu ứng thu nhỏ.
  - Thay đổi kích thước: Có thể
- In trực tiếp
  - Các máy in tương thích: Các máy in tương thích PictBridge
  - Các hình ảnh có thể in: Các ảnh JPEG và RAW
  - In theo thứ tự: Tương thích với định dạng DPOF Version 1.1
- Giao diện
  - Ngõ số, ngõ RA tiếng / hình: Video analog (tương thích với NTSC / PAL) / ngõ ra tiếng stereo. Dành cho giao tiếp máy tính cá nhân và in trực tiếp (tương tự với USB tốc độ cao)
  - Ngõ RA mini HDMI: Loại C (tự động chuyển đổi độ phân giải), tương thích CEC
  - Ngõ vào microphone bên ngoài: Giắc cắm mini stereo đường kính 3,5mm
  - Ngõ cắm điều khiển từ xa: Để chuyển đổi từ xa RS-60E3
  - Điều khiển từ xa không dây: Thiết bị điều khiển từ xa RC-6
- Nguồn điện
- Pin: 1 pin LP-E8. Nguồn AC có thể cấp qua thiết bị điều hợp AC ACK-E8. Có gắn kèm rãnh pin BG-E8, có thể sử dụng pin loại LR6 cỡ AA.
  - Tuổi thọ pin[3]
    - Khi chụp có kính ngắm: Xấp xỉ 440 ảnh khi ở 23 °C / 73 °F, Xấp xỉ 400 ảnh khi ở 0 °C / 32 °F
    - Khi chụp ngắm trực tiếp: Xấp xỉ 180 ảnh khi ở 23 °C / 73 °F, Xấp xỉ 150 ảnh khi ở 0 °C / 32 °F
    - Thời gian ghi phim ngắn::Xấp xỉ 1h40 phút khi ở 23 °C / 73 °F, Xấp xỉ 1h20 phút khi ở 0 °C / 32 °F
- Kích thước và Trọng lượng
  - Kích thước: Xấp xỉ 133,1 x 99,5 x 79,7mm
  - Trọng lượng: Xấp xỉ 570g (theo chỉ dẫn của CIPA). Xấp xỉ 515g (chỉ tính riêng trọng lượng thân máy)
- Môi trường vận hành
  - Phạm vi nhiệt độ khi làm việc: 0 °C - 40 °C
  - Độ ẩm khi làm việc: 85% hoặc thấp hơn